# 香港南丫海難

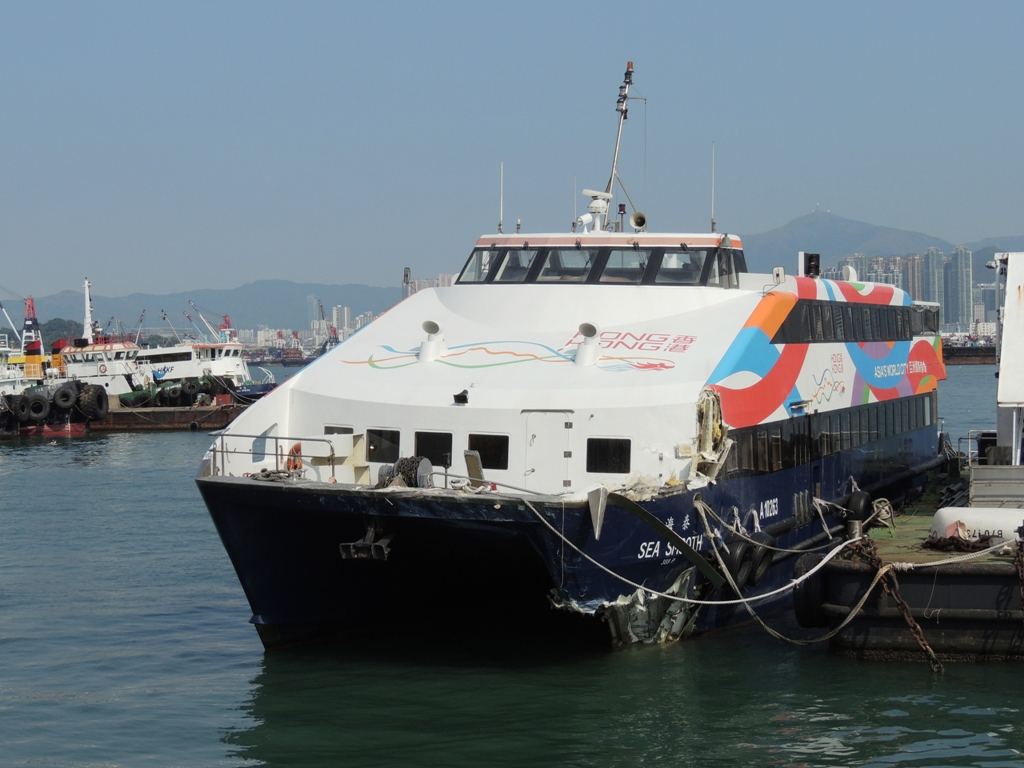
肇事船隻海泰號事後被拖至油麻地避風塘接受調查

南丫海難，又稱為國慶海難，於2012年10月1日在香港南丫島西北的西博寮海峽發生。香港電燈公司（港燈）員工及家屬為欣賞香港慶祝中華人民共和國國慶煙花匯演，乘搭南丫四號（實載127人），晚上8時24分被港九小輪海泰號意外撞擊後翻沉。39死92傷令香港取消國慶慶祝活動，並普遍下半旗哀悼，各地媒体普遍冠稱「港殤」。
調查報告指出，在船身向後傾覆時，把椅子固定在上層甲板的螺絲不能承受乘客自身體重而脫落，導致多名死傷者被飛脫的數十張椅子重擊甚至圍困。南丫四號之所以迅速翻沉，原因是建築圖則上的水密門最終沒有被建造，香港海事處驗船失職被批評，但香港政府對海事處的內部調查一直以「事涉公務員私隱」而未有全面公開調查報告。

## 船身規格

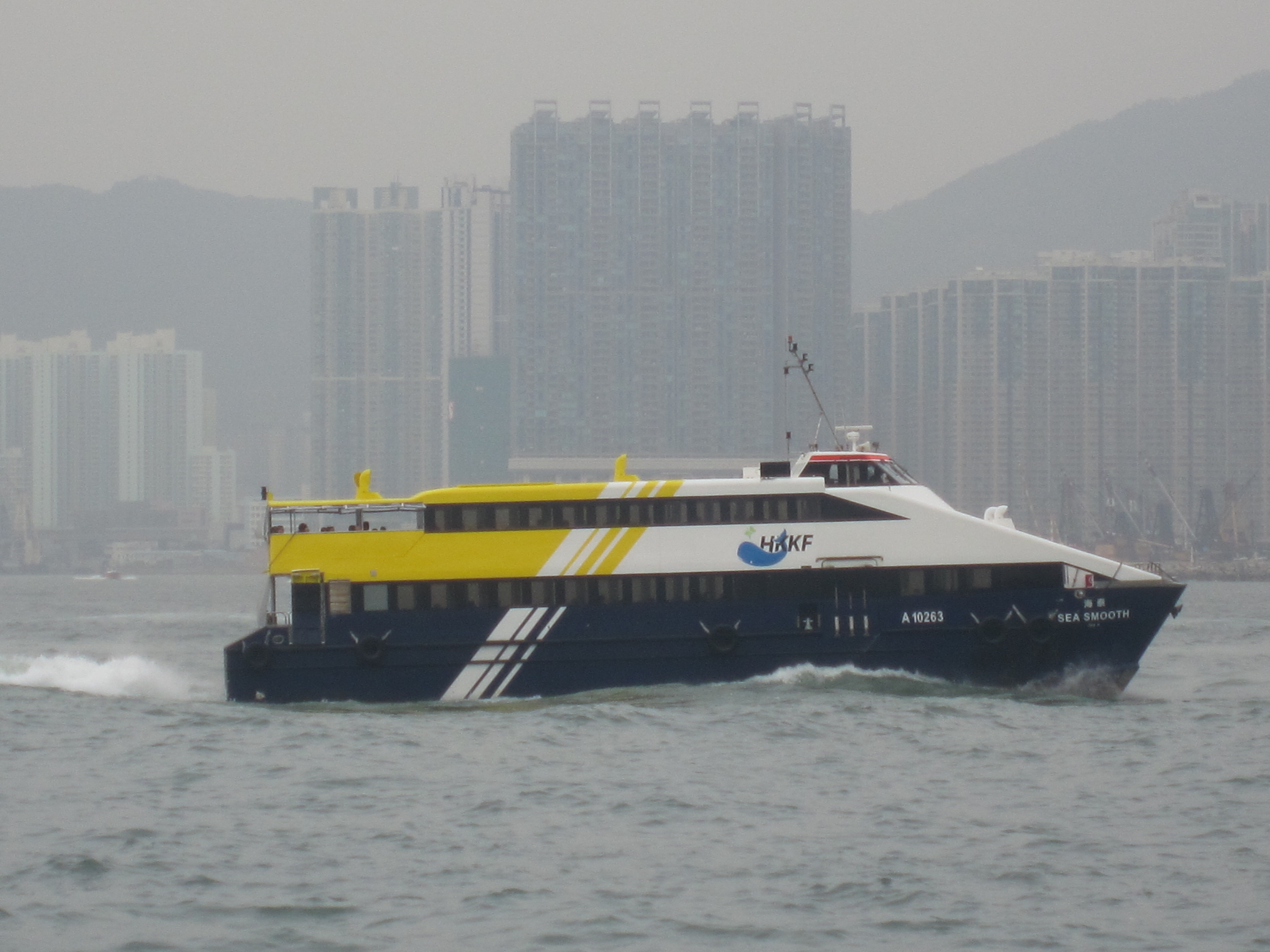
港九小輪海泰號（攝於2010年）

雙體船港九小輪海泰號（前珀麗灣客運船隊珀麗灣六號，擁有權證明書編號：A10263）於2002年建造，為一艘高速雙體船，長28米、闊8米，載客量為389人，最高航速為每小時24浬。行走中環至榕樹灣航線，於當晚8時正由中環開出，船上有不足100位乘客。
被撞沉的客船南丫四號（擁有權證明書編號：A9153）的載客量為200人，由財利船廠建造，於當晚約8時18分由榕樹灣開出準備前往維多利亞港海域觀賞煙花，當時船上共有127人，包括124名乘客及3名船員。船上的救生設備足夠，當時亦無超速或者超載。

## 經過
2012年10月1日晚上9時舉行香港慶祝中華人民共和國國慶煙花匯演，港燈在當天特別開放南丫發電廠予員工家屬參觀，參觀後原定乘南丫四號到海上看煙花，船上共有127人，包括124名乘客及3名船員。而海泰號是來往中環碼頭和榕樹灣的固定商業航線。南丫四號在8時18分從南丫島榕樹灣碼頭啟航，於啟航約5分鐘後（晚上8時23分），航行至南丫島北角村西北的西博寮海峽時被海泰號攔腰猛撞。南丫四號被撞擊後船倉迅速入水，船尾於一至兩分鐘內傾側翻沉。船艙其他部分亦隨之沉沒，只餘下船頭露出水面；南丫四號上127人全部墜海。海水温度有兩個估計，潛水員在翌晨05:20測得26度，事發當天「下午」香港北角的海水温度為27度。
海泰號撞擊南丫四號後，船長繼續航行至榕樹灣碼頭，根據海事處轉達，是因為船上有乘客擔心海泰號沉沒，船長根據乘客要求航行至碼頭；當時海泰號亦已經有入水的跡象。港燈營運董事暨發言人阮水師指出，南丫四號在開船5分鐘左右被港九小輪攔腰撞倒，涉事的小輪不顧而去。港九小輪則指出，海泰號曾經於現場逗留，但是沒有溝通。香港社會對於港九小輪海泰號是否應該留下救援，引發了廣泛的爭議。

## 救援
香港消防處在2012年10月1日晚上8時23分接報，經香港海上救援協調中心協調，水警總區警輪於8時32分最先到場，滅火輪於8時42分到場。當晚中聯辦副主任李剛探視傷者並自行宣布向交通运输部南海救助局提出調派大型打撈船，引起輿論反響（詳見下段）。
傷者經海怡半島碼頭轉送律敦治醫院、瑪麗醫院、東區醫院及伊利沙伯醫院。香港消防處潛水組及香港警務處特別任務連則通宵於沉船事故發生的位置及附近水域進行水底搜索及潛水拯救，後者潛進沉船蒐證，並且搜索遺物，政府飛行服務隊則出動直升機強力射燈照亮海面。
南丫四號被拖往牙較灣，以便警務處、政府化驗所法證事務部及消防處人員先後蒐證，又在船上的四周圍上防污帶，防止洩漏燃油。相撞的港九小輪海泰號停泊於榕樹灣碼頭，船頭左邊位置損毀穿洞。
香港共動員1100人救援，包括海事處、醫療輔助隊、香港聖約翰救傷隊及醫院管理局。至10月2日凌晨1時，共有101人被拯救，8人被證實死亡，逾20人失蹤
- 香港警務處派遣了的警察力量合共630名警務人員、15艘警輪、數十艘快艇及小艇
- 香港消防處總共派遣了逾350名消防人員和救護人員、10艘滅火輪及潛水支援快艇及51部救護車
- 香港海事處派出6艘船
- 醫療輔助隊派遣了90名人員及7架救護車
- 香港聖約翰救傷隊派遣了25名人員及7輛救護車
- 政府飛行服務隊派遣了21名人員及5架直昇機
- 醫院管理局除了急症室人手外，共調派逾100名醫護。

## 內地介入救援爭議
香港行政長官梁振英陪同中聯辦副主任李剛當晚往瑪麗醫院探望海難傷者，期間站在一旁聽候李剛回應香港傳媒，由李剛宣布向交通运输部南海救助局提出調派大型打撈船。對於內地救援船由誰指揮以及內地救援的成效，香港行政長官梁振英事後澄清：「如果有需要用到內地的支援，內地的支援亦完全是由特區政府來指揮的。...內地的支援船隻是待命的，在過程當中我們是先用我們的搜救力量，在這個過程當中我們的搜救力量是絕對足夠的，因此沒有調用內地的支援力量。」交通运输部的南海救116及南海救169等4艘救助船及4名蛙人過境香港後一直待命，没有實際救人。中國新聞社報道「中國專業救助船舶在香港撞船事故現場已成功救起95人」以及其他宣传报导，引起香港媒體批評造假。
據德国之声統整香港輿論，輿論猛烈抨击内地媒体及中联办把惨剧化为“一方有难、八方支援”的政治宣传，对内地“丧事办成喜事”的宣传刁惯反感；又指出即使是2003年內地向香港传染了SARS香港疫情，中联办也没有高调发号施令；又指出香港人期望一国两制的含义是中联办只應管轄外交和国防事务，不應借船難干涉香港的災害應變程序和指揮體系。中联办主任彭清华指出2008年汶川大地震後香港捐款百多億並救助汶川熊貓，體現血濃於水之情，現在內地關心香港是出於好意。

## 傷亡
2012年10月2日下午4時半，香港行政長官梁振英宣佈事故中共有37人罹難。同日下午6時許，死亡人數修訂為38人，其中5人是小童；92人受傷（海泰號約10名傷者計算在內），當中兩人傷勢嚴重、兩人危殆。另外一名9
歲女童留醫4日後重傷不治。截至10月5日晚上9時，死亡人數修訂為39人，其中6人為小童：尚有15人留院，其中1人傷勢嚴重。最後有8個小朋友喪生。

### 死難者名單
2012年10月5日晚核對乘客及船員數目後，停止搜索。

| 姓名     | 年齡（歲） | 性別 | 身份                                                       | 國籍 |
| -------- | ---------- | ---- | ---------------------------------------------------------- | ---- |
| 古文昌   | 24         | 男   | 港燈見習工程師                                             | 香港 |
| 陳敏盈   | 24         | 女   | 護士，古文昌女友                                           | 香港 |
| 林嘉敏   | 30         | 男   | 香港電燈員工、劉文麗丈夫                                   | 香港 |
| 劉文麗   | 26         | 女   | 林嘉敏妻子                                                 | 香港 |
| 許嘉偉   | 24         | 男   | 港燈見習工程師、香港理工大學電機工程學系碩士生，區曉霖男友 | 香港 |
| 區曉霖   | 20         | 女   | 香港大學專業進修學院保良局社區書院一年級生、許嘉偉女友     | 香港 |
| 陳榮基   | 56         | 男   | 香港電燈會計文員                                           | 香港 |
| 王惠娥   | 56         | 女   | 鄭先鑫朋友                                                 | 香港 |
| 徐志偉   | 42         | 男   | 香港電燈工程師                                             | 香港 |
| 徐凱盈   | 10         | 女   | 馬頭涌官立學校小五生，徐志偉女兒                           | 香港 |
| 鄭先鑫   | 64         | 男   | 兒子為港燈職員                                             | 香港 |
| 黃佩蘭   | 63         | 女   | 胞弟為港燈職員                                             | 香港 |
| 陳巧鑾   | 55         | 女   | 鄭先鑫妻子，兒子為港燈職員                                 | 香港 |
| 司徒英   | 30         | 女   | 胞姐為港燈職員                                             | 香港 |
| 劉靜嵐   | 11         | 女   | 香港嘉諾撤學校畢業生，司徒英姨甥孫                         | 香港 |
| 梁家     | 24         | 男   | 港燈見習工程師                                             | 香港 |
| 鄭燕蘭   | 40         | 女   | 瑪嘉烈醫院傳染病科護士、甄子祈母親                         | 香港 |
| 甄子祈   | 8          | 女   | 九龍塘官立小學小三生，鄭燕蘭女兒                           | 香港 |
| 伍彩霞   | 57         | 女   | 博愛醫院登記護士，鄭燕蘭友人                               | 香港 |
| 郭亮瑩   | 4          | 女   | 郭文曦胞姊，母親為港燈員工                                 | 香港 |
| 郭文曦   | 3          | 男   | 郭亮瑩胞弟                                                 | 香港 |
| 梁頌彩   | 58         | 女   | 退休護士，鄭燕蘭友人                                       | 香港 |
| 李瑞蘭   | 52         | 女   | 王惠娥友人                                                 | 香港 |
| 林日     | 70+        | 男   |                                                            | 香港 |
| 張頌軒   | 11         | 男   | 救恩學校小五生，父為港燈員工                               | 香港 |
| 趙少琼   | 52         | 女   | 胞弟為港燈員工                                             | 香港 |
| 張月媚   | 30         | 女   | 未婚夫為港燈員工                                           | 香港 |
| 鄔寶甜   | 62         | 女   | 康泰旅行社倉務員                                           | 香港 |
| 蘇貴媛   | 50         | 女   | 丈夫為港燈員工友人                                         | 香港 |
| 林蔚懿   | 10         | 女   | 父親為港燈員工，傅玉靈女兒，德望學校小五生                 | 香港 |
| 胡毓芬   | 55         | 女   |                                                            | 香港 |
| 林基玉   | 70         | 女   | 兒子為港燈員工                                             | 香港 |
| 傅玉靈   |            | 女   |                                                            | 香港 |
| 徐蓮好   |            | 女   |                                                            | 香港 |
| 黎翠玉   |            | 女   |                                                            | 香港 |
| 黃麗珍   | 75         | 女   | 兒子為港燈員工                                             | 香港 |
| 李泳梅   |            | 女   |                                                            | 香港 |
| 易慧     | 44         | 女   | 比索志豪母親                                               |      |
| 比索志豪 | 7          | 男   | 易慧兒子                                                   | 英国 |

### 政府善後
行政長官梁振英在2012年10月2日召開跨部門會議討論善後事務。同日，宣佈社會福利署、民政事務署及醫院管理局將會為到每一位需要幫助的家庭和個人，提供一位專門負責的支援聯絡主任，直接和相關家屬或者傷者聯絡。

### 長實集團善後
港燈母公司長實集團董事局主席李嘉誠得悉事件後從外國回香港處理事件，又到各間醫院探望傷者。港燈母公司長實集團董事局主席李嘉誠及副主席兼董事總經理李澤鉅表示：「事故是慘劇，對事件感到傷心，會盡力幫助受影響的人，公司會給予每位死者的親屬20萬港元應急。」集團母公司總部長江中心亦下半旗致哀。李嘉誠基金會亦會發放3,000萬港元以協助遺孀。港燈設立公眾籌款活動，於2012年12月16日結束，預計可以籌得逾630萬港元，於2013年1月開始發放。

## 哀悼

### 政府
每年一度的香港慶祝中華人民共和國國慶煙花匯演於2013年暫停一次。
香港行政長官梁振英宣佈2012年10月4日訂為全港哀悼日，10月4日至10月6日懸掛在香港政府建築旗杆的香港區旗均下半旗致哀。此為2010年菲律賓馬尼拉人質事件以來首次全港哀悼日及下半旗致哀。官媒及民間媒體均冠稱「港殤」。英國駐香港總領事館於10月4至6日下半旗。民政事務總署在全港18區設置弔唁冊。。
10月4日中午12時正，梁振英在政府總部東翼，率領各司長及局長默哀3分鐘，向38位死者致哀。默哀後，梁振英於下午1時聯同政務司司長林鄭月娥、民政事務局局長曾德成、保安局局長黎棟國和食物及衛生局局長高永文到跑馬地黃泥涌道禮頓山社區會堂簽署弔唁冊。候任立法會議員於中午12時在立法會綜合大樓對開廣場肅立默哀3分鐘。默哀期間，除了緊急及出入境服務外，所有香港政府部門服務暫停。香港交易所及中央人民政府駐特別行政區聯絡辦公室於當日中午亦有進行默哀儀式。在中環港外線碼頭，所有泊岸的渡輪亦在中午12時鳴笛哀悼。港九小輪和港燈都在南丫島對開海面的肇事現場拜祭亡魂。

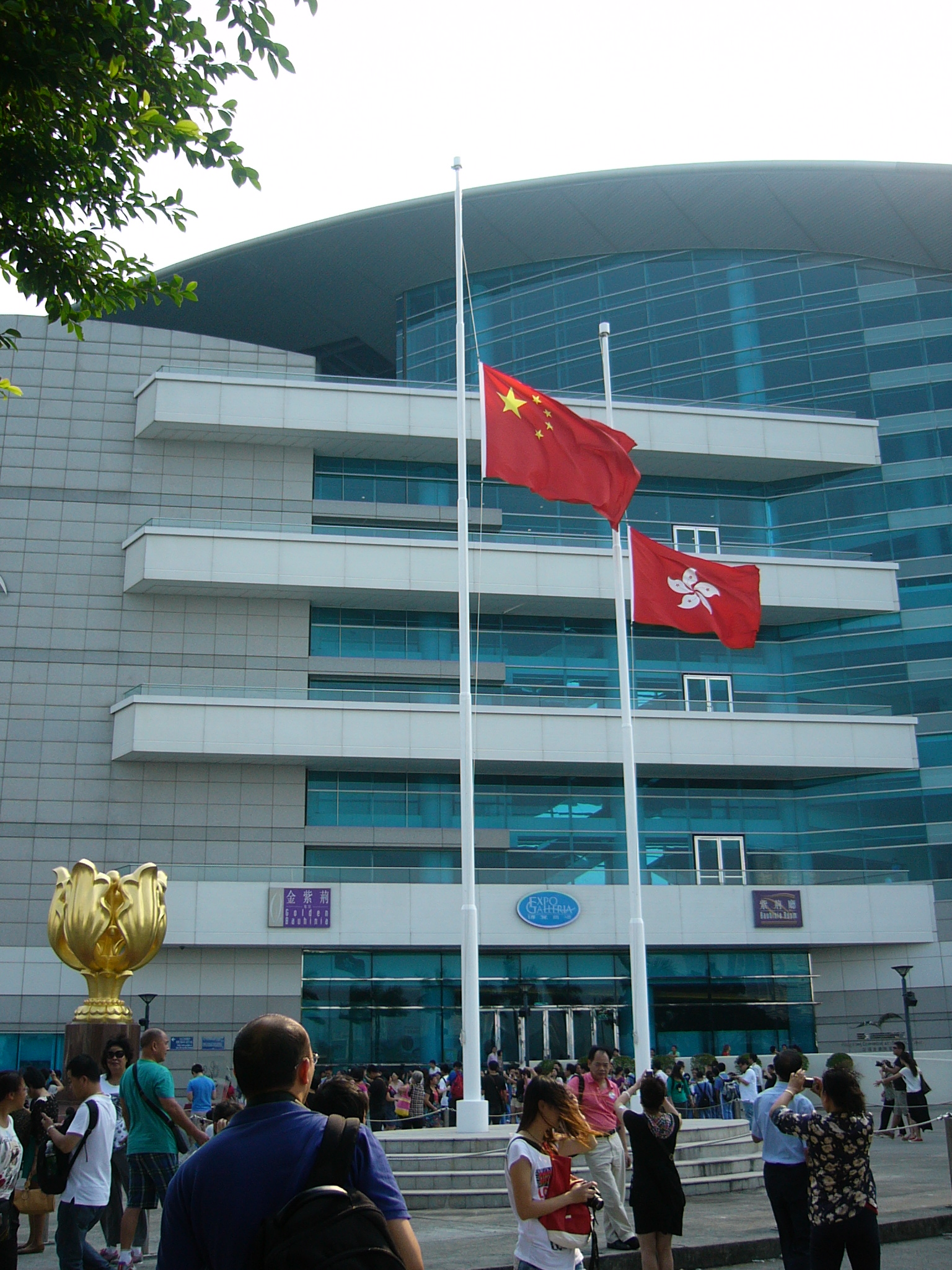
金紫荊廣場
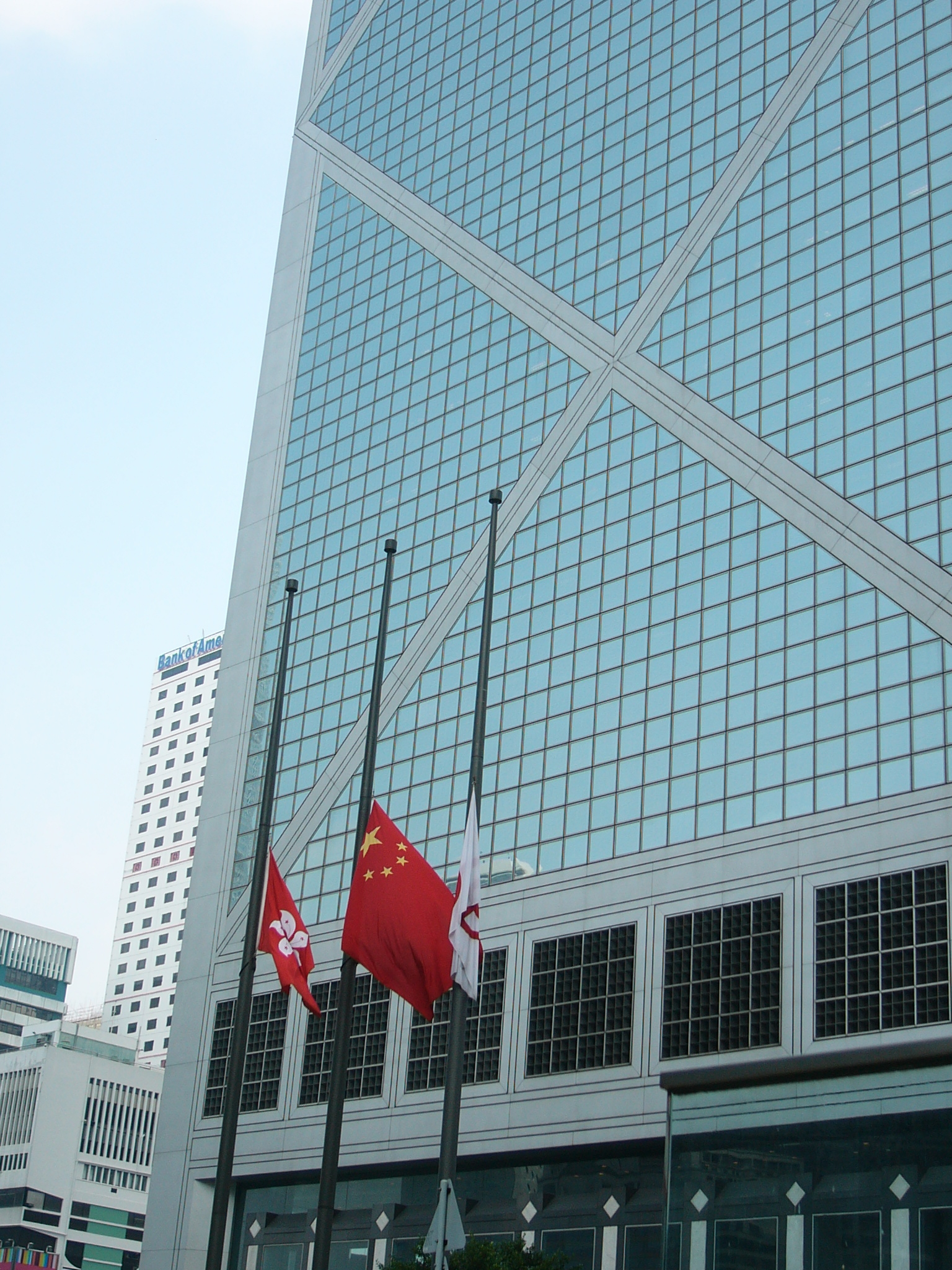
中銀大廈
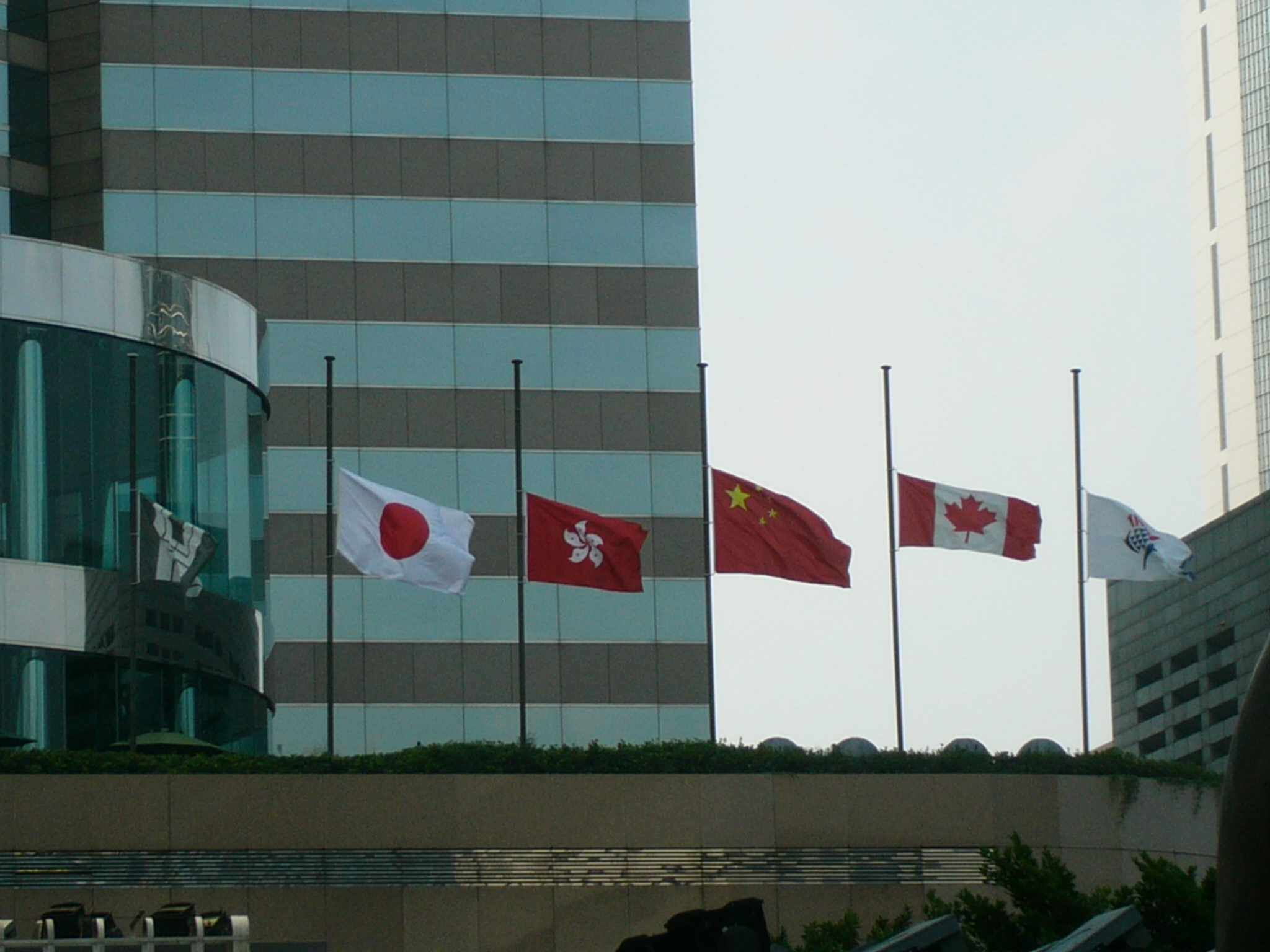
交易廣場
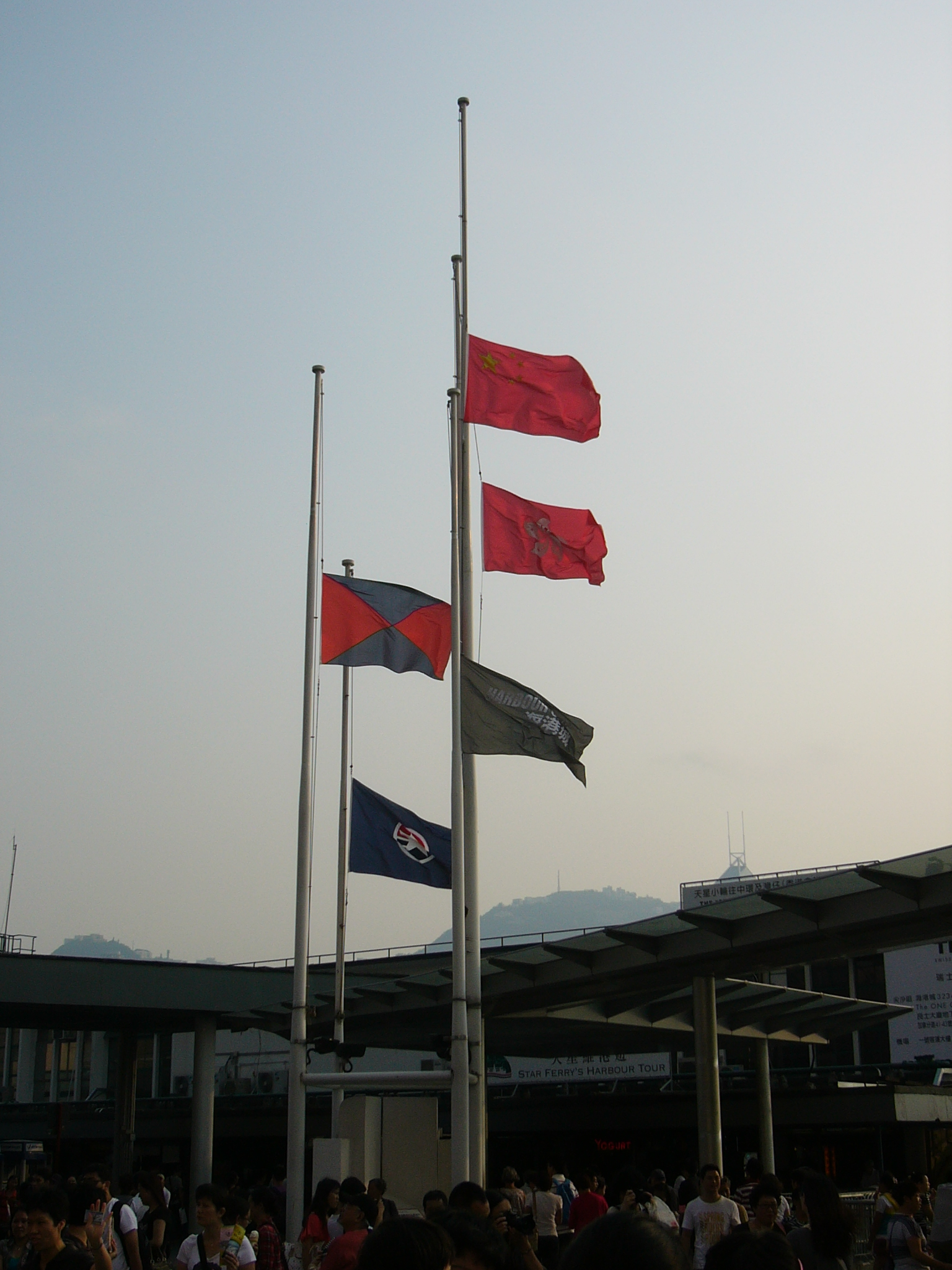
尖沙咀碼頭（五支旗桿）
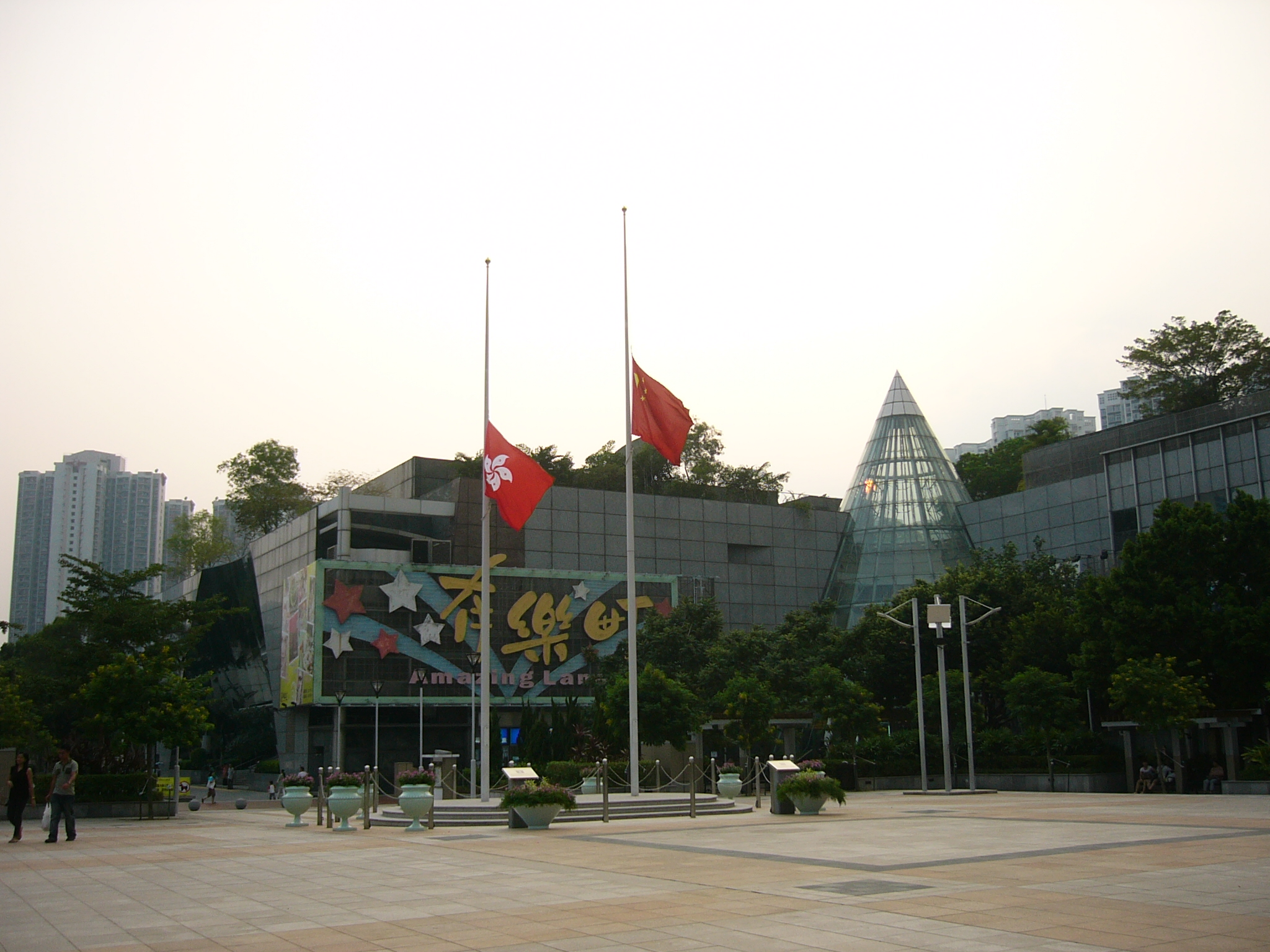
天水圍嘉湖銀座廣場前的空地

### 企業

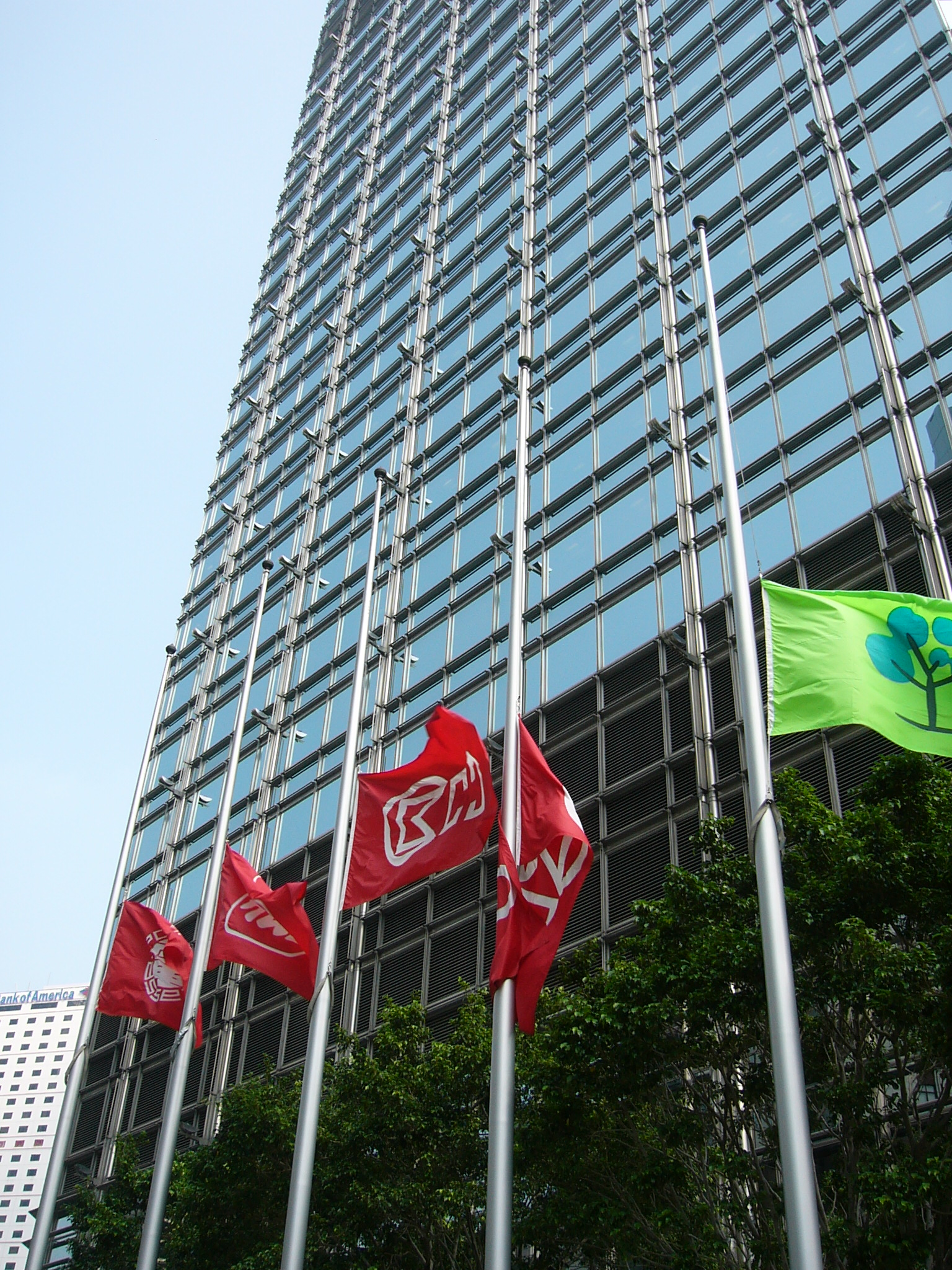
港燈母公司長江集團的總部長江集團中心在10月2日起下半旗致哀

港燈在中環聖約翰座堂舉行追思會，逾400名員工及高層出席。港燈在官方網站設立了專頁供以悼念。港九小輪則由總經理伍兆緣率領員工在海難現場進行海祭。
而海難船隻當事公司，和記黃埔和長江實業旗下物業由10月2日起下半旗致哀，旗下公司於10月4日下午默哀3分鐘，其中港燈在中環聖約翰座堂舉行追思會，逾400名員工及高層出席。港九小輪則由總經理伍兆緣率領員工在海難現場進行海祭。英國駐香港總領事館於10月4至6日下半旗。美國駐香港總領事楊甦棣則於10月3日致函行政長官，對死難者家屬表示慰問，並且表示會為受到影響的家庭禱告。

### 傳媒
《蘋果日報》於10月2日午夜左右收到最少1人死亡的消息，立即將Facebook專頁上把標誌更換成為「黑蘋果」，成為首間為事件致哀的報館；同日將封面照片換上一張寫有「我們不會忘記 1/10/2012 RIP（安息）」的南丫四號沉沒照片，當晚再更換為寫有「悼」及「安息 振作」的黑色背景圖片，並且聯同同公司的免費報紙《爽報》在10月2日下午趕製號外（號外上《蘋果日報》標誌更換成為「藍蘋果」，《爽報》亦更換成為黑底白字），為同年七一大遊行及立法會選舉後首次以號外報道。10月3日，《蘋果日報》報章標題寫有黑色大字「港殤」，為馬尼拉人質事件後首次在報章使用黑字「港殤」。
香港各主要電視台台徽轉為黑白。有線電視新聞台首先在10月2日上午把台徽灰階化，以「十．一海難」為名稱展開特别報道（於10月4日把专题名稱更改成為南丫島海難），為香港首間因為是次意外致哀的電視台，有線電視的其他頻道亦在下午把台徽灰階化；其後各電視台包括無綫電視、亞洲電視、Now寬頻電視、凤凰衛視香港台及香港電台的旗下頻道亦將台徽灰階化，香港各主要電台，香港電台、香港商業電台和香港數碼廣播有限公司在10月2日早上起不間斷地廣播悼念聲帶，各主要電視台台徽在10月7日把台徽恢復彩色。另外，香港政府一站通及社會福利署網頁灰階化致哀。部份長和系旗下各公司的網站都將網站色彩更改成為黑色。

### 其他
幻彩詠香江在10月4日至6日暫停3日。而原定10月4日晚舉行的一期六合彩攪珠亦順延至下一期（10月7日）。香港海洋公園在10月4日正午12時停止所有機動遊戲3分鐘，並且安排員工默哀。香港迪士尼樂園亦在10月4日取消每晚舉行的星夢奇緣煙花表演。

### 2020年以後悼念受阻
2020年10月1日，有市民到中環碼頭外設置簡單祭壇，焚燒香燭溪錢拜祭悼念，多名防暴警員到場，票控「女長毛」雷玉蓮違反「限聚令」。有警員斥責撒溪錢行為影響道路整潔和做戲，引起市民一度爭執。
2022年9月中，社運人士雷玉蓮在旺角街頭舉行圖片展覽，為期2小時。她利用黑色雨傘掛起56張在意外翌日拍攝到涉事船隻的照片。雷表示展覽舉行期間有6至7個便衣警員戒備，又指她向旺角警民關係科通知期間，有警員指展覽的物品不能接觸地面，否則須向地政總署申請。到同年10月1日傍晚，雷玉蓮帶同標語到中環碼頭外擺放鮮花和水果悼念死者。警員到場拉起橙帶，廣播提醒市民不要違反四人限聚令。同時不准記者靠近拍攝和出席的家屬在悼念儀式開始前已經被迫離開。雷玉蓮更引述警員稱，祭壇上的「願生西方淨土中，九品蓮花為父母」標語或有煽動成分，可能引起群眾圍觀。她亦表示原本計劃有其他儀式，但警員以公眾安全為由，要求她不可以撒溪錢和燒香，最後她只能放置鮮花和祭品，形容「過去9年悼念均這樣做，為何今年不行」。
2023年10月1日下午，雷玉蓮攜帶鮮花、蠟燭及食物到達中環碼頭海旁，悼念南丫海難死難者。當場有警察戒備但沒有進行干預。

## 調查

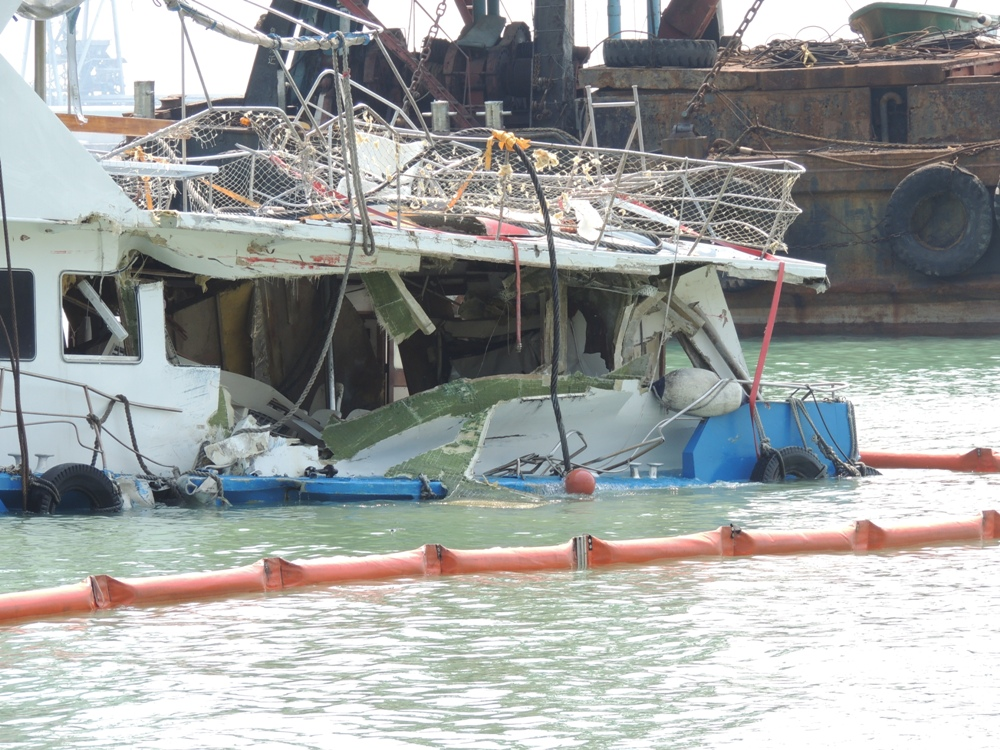
南丫四號船尾左舷嚴重損毀

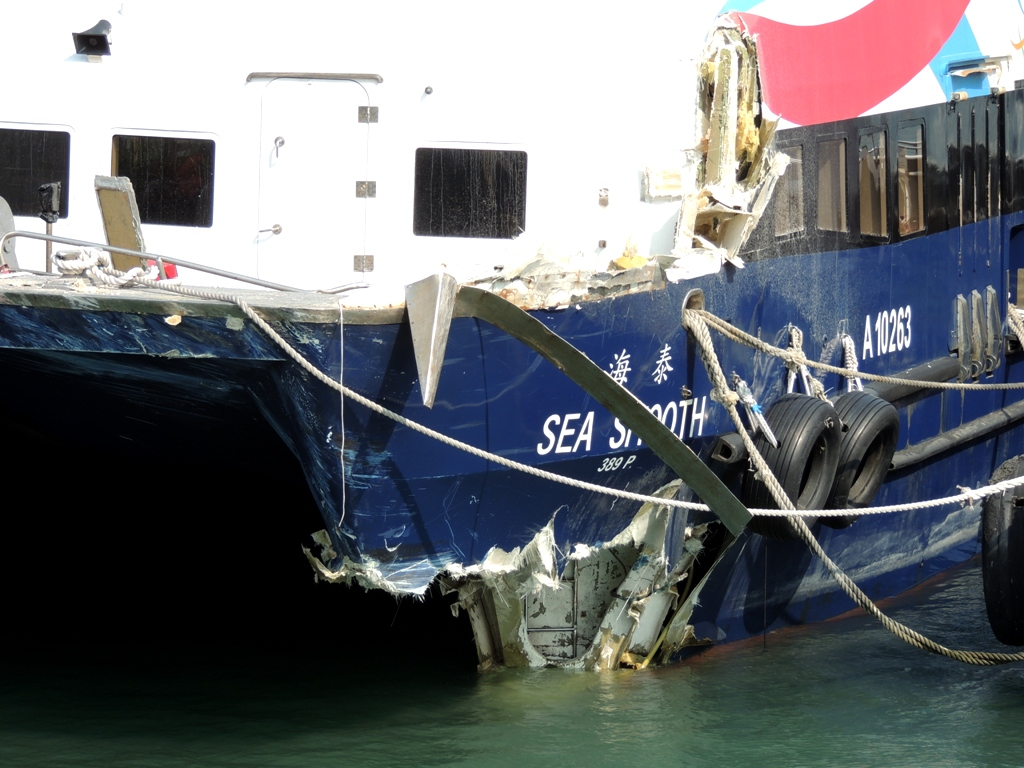
海泰號船首左舷嚴重損毀

事故發生後，相撞的港九小輪海泰號停泊於榕樹灣碼頭，船頭左邊位置損毀穿洞。事件由海事處調查撞船事故的經過及肇事原因，香港警務處則調查在事故中可能存在的刑事責任。香港警務處同時設立熱線，呼籲市民就撞船事故提供資料。並於南丫島榕樹灣碼頭設立站點，詢問市民有否見到案發經過。同日，梁振英會同香港行政會議引用《調查委員會條例》成立南丫島海難調查委員會，負責就事故的起因、日後如何避免同類型的事故及相關事宜，展開調查。
有港九小輪乘客表示，船長事發後曾表示要於現場等候救援，由於乘客擔心小輪可能沉沒，故此要求船長駕駛回榕樹灣碼頭。海事訓練學院經理楊沛強初步估計，南丫四號近船尾位置被猛撞，直接導致南丫四號於兩分鐘內便沉沒。
警察其後拘捕了7人，涉嫌水上危害他人安全，當中包括兩名船長，分別56歲及54歲，以及分別屬於兩艘肇事船隻上的5名船員。港府亦呼籲目擊撞船事故的人盡快向警方提供資料以便調查。

### 調查委員會
2012年10月22日，行政長官會同行政會議引用《調查委員會條例》，委任南丫島附近撞船事故調查委員會，由高等法院上訴法庭法官倫明高出任主席兼任委員，鄧國斌為委員，首長級乙級政務官羅志康擔任秘書。期望自委員獲得委任起計算6個月內，向行政長官提交調查報告。
調查委員會負責調查撞船事故的起因，並且就此作出適當的裁斷，考慮及評核香港有關載客船隻的一般海事安全情況，及研究現時監管制度是否足夠；以及若果有需要，可以就有關措施提出建議，以防止日後再發生同類型的事故。至於是否有人需要負責刑事或者民事責任，則不屬於調查委員會的職業權力範圍之內，調查委員會不會亦不能夠對此作出裁定；其他刑事檢控和民事索償事宜，亦不包括在委員會的工作範圍之中。調查委員會可以廣泛要求以及索取有關資料和報告，以方便進行研訊，亦可以傳召證人以提供證供。根據過往的調查委員會支出估計，是次調查約要使用2,500萬至3,500萬港元。
2012年11月19日，調查委員會委任海事專家Nigel Robert Pryke（又名普賴克）擔任聆訊的專家證人。11月27日，調查委員會發出通告表示會在同年12月5日早上10時假中區政府合署中座1樓研訊室進行初步聆訊，就事實及情況進行調查，以確定事故起因及作出適當的裁斷，亦會評估現有載客船隻的一般安全情況、現行監管制度是否充足，並且提出建議，防止再發生類似事故；屆時，委員會亦會處理調查研訊的程序和時間表及其他事項。初步聆訊將會開放予公眾，聆訊過程的視像和聲音都會透過閉路電視在同一大樓4樓的研訊轉播室播放。

### 研訊

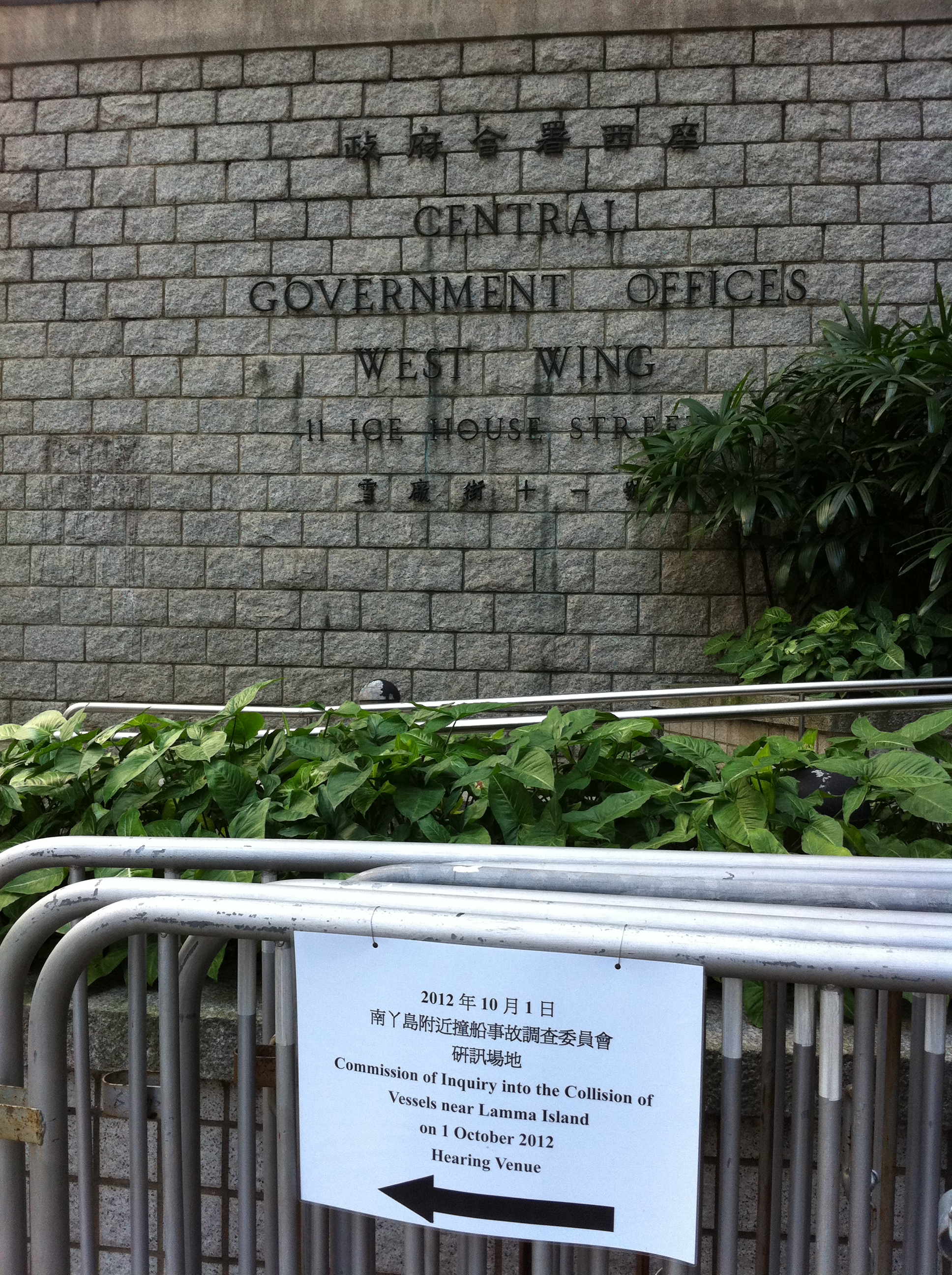
研訊場地位於政府山上

於研聆訊正式展開前，委員會主席倫明高帶領在場人士站立，為死難者默哀。港九小輪及港燈均有派出代表律師出席，而死難者家屬亦有到場旁聽。在聆訊中，刑事檢控專員薛偉成表示，他們將在同月月底接收到警務處的調查報告後，最快於下月決定是否提出刑事檢控；他們希望委員會可以押後涉及事故原因的聆訊至2013年1月才開始，以免披露事故的相關資料會影響到陪審團於法庭上作出的決定；薛偉成亦指出，聆訊中的部分證人為被拘捕，他們被強行要求在聆訊中作證，雖然受到香港法例保障其供詞不會在日後司法程序中使用，但是亦不能夠排除他們有所保留，因而未有完全真誠地說出事發經過。對此，港燈及港九小輪的代表律師都同意，他們強調當局現時仍然拒絕披露部分關鍵證據，例如兩船的雷達航行圖等，他們至今亦未獲得批准登上涉事船隻詳細調查，加上才剛收到證人供詞等書面證據，沒有充足時間與專家研究案情，亦未能夠充足準備案件。委員會委任的資深大律師石永泰則表示已經準備於下週展開聆訊，又認為薛偉成可能過慮，他指出其擔心的問題可以在審訊當時由法官向陪審團作出指引或者警告即可以解決。委員會主席倫明高表示在詢問過不同代表律師的意見後，會在同年12月7日決定是否押後聆訊。他表示，假如不押後，將會在同年12月12日開始正式聆訊，預計會聆訊為33日以上，至2013年2月；代表調查委員會的資深大律師石永泰透露將會有30箱文件呈堂，包括3份分別由英國專家Captain Nigel Robert Pryke撰寫的雷達軌迹報告和預防事故報告，及由澳洲專家Dr. Tony Armstrong撰寫有關船隻結構的報告；首階段證人名單有41人，包括乘客、專家和海事處人員等等，至於其他證人名單亦將會陸續地完成，包括曾經參與搜索及拯救的人員等等。此外，港九工團聯合總會表示，由於對香港海事法例或者船隻情況比較熟悉，故此表達希望參與聆訊，包括向證人提問等，主席對此表示需要考慮。
2012年12月7日，研訊繼續，委員會主席倫明高否決律政司要求押後研訊的申請。

#### 正式研訊
2012年12月12日，調查委員會展開實質聆訊，逢週一至週五舉行，直至同年12月21日。調查委員會於2013年1月7日至2月8日繼續，再於同年2月18日再次恢復聆訊，直至完成為止。

#### 結案陳辭
2013年3月11日，聆訊進入最後階段，調查委員會及各方代表律師結案陳辭。調查委員會代表律師石永泰首先結案陳辭，表示綜合撞船原因，認為南丫四號及海泰號，及兩艘船的所屬公司──港燈和港九小輪，均需要負責。他表示，兩艘船的船長和船員均無做足瞭望工作，而南丫四號的船長和船員更無接受過雷達訓練，即使他們向公司提出要求，亦得不到回應，反映港燈的制度不足。南丫四號不符合需要有最少4名船員的要求，只是由一名活動負責人充任第4名船員，事實上他當晚無擔任任何船務。至於海泰號，雖然船長旁設有一張座椅，但是無船員上前協助船長，而船長亦無提出要求，亦無監察雷達。他又指出，多名海事處人員在不同時間檢查南丫四號，有人員曾經發現艘船缺少了一道水密門，但是並無提出，即使船隻與圖則不符，仍然批出牌照予有關船隻。如果不是缺少了一道水密門，南丫四號就不會如此快速沉沒，乘客就有更多時間逃生。他批評，海事處人員的做法引致了嚴重的安全問題，指出有關人員是尋找理由以支持自己批准船隻的圖則。
2013年3月12日，結案陳辭，律政司代表律師莫樹聯指出，雖然於2008年的新例規定每艘船的救生衣數目需要和載客量相等，並且需要預備小童救生衣，但是海事處因應金融危機的到來，業界訴求而無執行新例；他同意有關部門未有向外界公布的做法有所不足，並且同意若果南丫四號設有水密門，將會令到沉沒速度減緩的推斷。調查委員會代表律師石永泰指出，委員會在研究證供時，需要考慮到底是接納港燈的講法，即旗下南丫四號上無預備小童救生衣，抑或接納海事處所指，在驗船證書上的兒童救生衣一項標記星號，即代表船上有兒童救生衣的講法。若果委員會接納港燈的講法，則海事處人員可能面對嚴重行為失當的指控，必須持有充足證據支持。莫樹聯則指出，委員會應該同時考慮驗船證書的格式曾經改動，有關人員在表格上標記星號，可能只是因為輸入形式不同，應該研究海事處是失實或者疏忽。同日，結案陳辭完結，調查委員會主席倫明高宣布聆訊結束，將會撰寫報告，於同年4月22日前提交予行政長官；研訊歷時50日，共傳召了110名證人。

### 報告

#### 調查委員會報告
2013年4月19日，南丫島附近撞船事故調查委員會向香港政府提關的調查報告，長達238頁。同年4月30日，行政長官梁振英公布南丫島附近撞船事故調查委員會的報告，他表示由於涉及事件的兩名船長已經被控告誤殺罪名，香港政府在諮詢法律意見後決定暫時遮盖涉及兩人的報告部分，但是報告其餘內容則會公開。他又指出，報告詳細地分析了撞船成因、船隻快速下沉及嚴重傷亡的原因；以及海事處長期以來處理船隻的監管存有嚴重問題，他表示今屆政府定必會嚴肅對待，汲取教訓，作出改進。他表示已經指令了運輸及房屋局及海事處採納報告的內容，及全面執行，以改善香港的海上安全。如果事件涉及官員人為錯失及行為失當，香港政府將會嚴加處理，包括進行紀律聆訊。到2015年9月30日，在事故發生3週年之際，政府考虑相關刑事司法程序已完成，决定公布事故調查委員完整報告，将兩名涉事船長責任的內容公開。

##### 建議
就此，南丫島附近撞船事故調查委員會提出13項建議，以防止事故重演。包括：
1. 應該規定獲得批准運載12名或以上乘客的渡輪或者小輪均需要安裝高頻無線電，並且在駕駛艙安裝火箭式降落傘照明彈。
2. 獲得批准運載100名或以上乘客的渡輪或者小輪均需要安裝高頻無線電、船舶識別系統及避碰雷達，並且在駕駛艙安裝火箭式降落傘照明彈。
3. 海事處應該規定水密倉倉門必須安裝警報器，並且連接至駕駛室，以顯示水密門的開關狀況。
4. 凡是運載100名或以上乘客的船隻，船長應該至少每5年進行一次基本身體檢查和視力測試，而負責瞭望的船員則應該至少每5年進行一次視力測試。
5. 凡是運載100名或以上乘客的船隻，在黑夜時間及能見度低時，駕駛艙除了船長外，應該加派一名瞭望員當值；而高速船在任何時間都必須有一名瞭望員當值。
6. 船隻應該存放緊急應變部署表，讓每名船員知悉其緊急工作部署。
7. 於2007年前建成的高速船應該配備操作手冊、航線操作手冊及培訓手冊，船長必須修讀高速雷達模擬器課程。
8. 船上每件救生衣應該印上船隻名稱，各類別船隻都應該為船上每名兒童備存足夠的兒童救生衣，並且考慮提供嬰兒救生衣。
9. 要求海事署修訂驗船表格的格式及程序，並且修訂守則，列明甲板固定裝置是否穩妥的實際數值和標準。
10. 凡是於2007年1月1日前初次獲得批發證明書可以運載100名或以上乘客的船隻，海事處應該檢查和核實其水密分艙的標準。同一安全規定應該適用於運載100名或以上乘客的渡輪及小輪，應該規定此類船隻的經營者應該採用海事處批准的安全管理系統。
11. 海事處應該列明工作人員就批核船隻圖則及檢驗船隻，訂明分工安排，驗船主任應該簽署驗船證明書的聲明[173]。
12. 海事處應該規定驗船主任及驗船督察以書面記錄更改船隻發牌條件的理由，並且以書面通知上司及船東，以防治舞弊行為，並且加強監察[174]。
13. 海事處應該規定由船員示管或者以圖文說明，示範如何穿著救生衣，在碼頭播放短片或者張貼海報[175]。

報告在最終結論中提出，海事處有必要作出制度上的改變，尤其是承擔責任的態度和透明度。

#### 海事處内部调查報告
運輸及房屋局在2014年完成長達430頁的海事處人員行為調查報告。不過為免影響當時進行中的司法程序，以及考虑到報告涉及大量個資，决定不公開完整報告，只公開30頁摘要，摘要披露17名海事處官員在執行有關南丫四號的職責期間行為不當，建議向七人採取正式紀律行動，对六人采取警告，其餘四人则已退休。
惟報告是由運輸及房屋局調查海事處人員的內部調查，並非死者家屬要求。而立法會議員仅有權閱覽被遮蓋部分內容的報告，在2018年前，只有四人曾簽保密協議閱覽報告。2018年8月，香港立法會經濟發展事務委員會向30名委員發信，就如何跟進調查報告徵詢議員意見。設兩個選項，包括 A 「將精力專注於加強本地船隻規管，無需再安排會議討論調查報告」，及 B 「舉行閉門會議討論調查報告」。回條在9月26日截止。31名委員當中，工聯會、經民聯及自由黨等11人選擇「不討論」。民建聯5人及部份建制派議員則沒有回覆。民主派全部10人和何君堯選擇「討論」。委員會決定不討論報告。

#### 警方死亡調查報告
警方於2015年向死因裁判官提交一份逾2200頁的《南丫海難死亡調查報告》，內容涵蓋91名證人口供，包括13人名生還者或遇難者家屬，11名有利船廠人員，22人海事處職員，港燈員工等涉事人員，以及於2018年向一名西班牙證人錄取的證供。其中至少17名海事處人員未曾於2013年調查委員會作供。報告一直未有公開，直至2020年11月，司法機構決定，不召開死因研訊後，才應個別死難者家屬申索要求，通知死難者家屬可以拿死亡報告的副本。部分传媒如《香港01》也从家属手中获取到此份報告的副本。
警方於報告總結中強調，海難成因涉及多重系統性失誤，包括船隻設計、建造及監管環節均存在矛盾與誤差。然而，船公司負責人、海事處人員及涉事船員僱主均未曾在公開法庭接受審問，海難的成因尚未完整釐清。基於案件嚴重性、敏感性及重大公眾利益，警方建議召開死因研訊，以徹底調查導致39人死亡的實際原因，並追究相關責任。在家属上訴得直后，上訴庭讚揚警方下功夫找尋調查委員會留下的線索及这本非常詳盡的死亡調查報告，為此次上訴的事實提供了「重要基礎」。

## 懲處

### 船長的刑罰
兩名肇事船長南丫IV船長周志偉及海泰號船長黎細明被律政司檢控39項誤殺罪，而另外五名船員經調查後最終沒有起訴在海上危害他人安全罪。南丫四號的運作牌照及驗船證明書列明，船上至少要有4名船員，但事發時船上只有三名船員。港燈於2013年8月9日被裁定一項沒有在船上上提供足夠船員罪，被罰款港幣900元。
2015年2月14日，南丫IV船長周志偉及海泰號船長黎細明分別被陪審團以7:2及9:0裁定海上危害他人安全罪罪名成立。至於39項誤殺罪，周志偉獲陪審團以8:1裁定罪名不成立，但黎細明則被陪審團以7:2裁定罪名成立。2月16日，周志偉及黎細明分別被判囚9個月及8年。

### 大部份公職人員逃過起訴
香港海事處高級驗船督察黃鑒清向事故調查委員會撒謊，為「南丫IV號」驗船時點算過船上至少有12件兒童救生衣，被揭發事實上船上其實無小童救生衣，2016年被法院裁定「宣誓下作假證供罪」，監禁15個月。
香港海事處助理處長蘇平治於2007年至2013年期間身為首席驗船主任，指示下屬無須根據2007年開始實施的新法律勘驗船舶，導致南丫四號沒有裝配足夠的救生衣，2016年被法院裁定「公職人員行為失當罪」，監禁16個月。蘇平治後來提出上訴，2018年11月，上訴庭決定定罪維持，但指他是受同事和同業擁戴的出色公務員，他只是承襲兩名依循同一做法的同事的做法，且他已服刑4個半月，上訴庭認為服刑4個半月已足夠，決定讓蘇平治即時釋放。
2018年8月，香港立法會經濟發展事務委員會向30名委員發信，就如何跟進調查報告徵詢議員意見，最终委員會主席決定不再在立法會跟進事件。
2021年10月1日，死者家屬發布公開信，批評政府以「事涉公務員私隱」而未有全面公開調查報告，形容為「自圓其說包庇公務員」。公開信亦引述水警指因「某些技術上的原因及壓力」，導致無法啟動起訴程序。他們不滿政府多年來沒有正視家屬訴求，至今仍然沒有官員需要為事件負責。信中亦指出海事處處長的人員已退休，並獲「加官晉爵」。而兩屆特區行政長官無論在公開或閉⾨，一直曾與家屬會⾯。家屬形容政府對海難的態度是「避而不談、瞞天過海」，他們要求檢控涉事海事處官員、公開運輸署在事發後的調查報告，以及公開警方呈交予死因庭的調查報告。

### 律政司不會就海難再向任何人提控
2020年11月4日，香港律政司書面回覆立法會質詢，指審視證據後決定不向任何人或公司作出檢控。協助遇難家屬的民主黨立法會議員涂謹申指不認同律政司做法，會要求政府公開內部調查報告。同年12月5日，負責協助家屬的民主黨前立法會議員涂謹申，連同家屬及倖存者招開記者會，表示已在12月1日發信給死因庭，請求死因裁判官重新考慮覆檢，希望能提供更多事實真相。

## 後續
- 肇事的海泰號經過維修後復出航行於港九小輪的航線，並且更名為海富號（Sea Success）。
- 香港電台劇集《醫護人生》第一集「活在當下」以今次事故作為藍本，講述醫護人員搶救過程，在2014年9月24日在港台電視31及無綫電視翡翠台首播[197]。

### 海事處制度改革
行政長官梁振英宣佈調查報告當日，運輸及房屋局局長張炳良宣布成立海事處制度改革督導委員會，由他擔任主席，領導兩名成員，分別為一名富行政經驗的退休公務員，另外一人為私人機構的職員。他表示，香港政府將會從中汲取教訓，特別重視報告中有關海事處制度的漏洞及不足；委員會將會全面檢討海事處的制度，包括管理、發牌規管、執法及巡查等事務，並且推出改革方案及時間表。此外，他表示獲得公務員事務局同意派遣一名首長級乙級官員出任海事處副處長，協助海事處處長處理海事處改革事務，另外再由兩名海事處助理處長協助。而海事處亦會邀請國際專家給予意見，以加強其改革力度。海事處處長廖漢波表示海事處將會配合全面改革，包括成立執行小組統籌檢查事務。

### 香港警務處總結經驗
由於水警總區原來無特定分區或者單位負責尤如各個陸上總區衝鋒隊所肩負的緊急服務，水警總區經過詳細考慮及研究後，認為小艇分區在行動上的靈活性、多功能及高效率而指派其負責海事緊急應變任務。海事緊急應變小組因此應運而生，於2013年1月成立，負責在緊急事故或者重大災難中提供緊急醫療服務，以及協助反恐。

### 香港消防處總結經驗
2012年10月，汲取南丫島撞船意外的經驗，消防處重組潛水組，駐守於竹篙灣消防局暨救護站及使用率偏低的潛水裝備車編制被取消，原來屬於該潛水拯救車編制的13名潛水員分為兩個部份，6名人員分別被派遣駐守於精英號及卓越號，以加強滅火輪在水面上的救援效率，往後若果遇上海難，駐守有潛水員的滅火輪甫到現場就可以隨即進行水面搜索任務，以支援潛水拯救任務；其餘7名人員連同原來駐守於竹篙灣消防局暨救護站的潛水裝備車被派遣駐守於消防處潛水基地，於2013年3月組成潛水行動支援及訓練專隊，肩負訓練任務，此舉除了可以統一訓練內容、技巧及效率外，更可以提升接受訓練人員數量至逾20名，及將新加入的人員部署在裝備有潛水拯救車駐守的陸上消防局及滅火輪上，使到更多後備潛水員投入服務。

### 死因庭拒絕開庭
2015年4月，警方向死因庭提交39份死因調查報告。2020年10月，17名遇難者家屬發公開信，批評警方至今仍然未有完成事故調查、令死因庭未能召開，家屬至今也無法展開申索及處理死者遺產。其中一名死者家屬趙炳全接受商業電台訪問時，指警方和多個政府部門冷待事件，不聞不問。2020年10月中，香港律政司回覆警方，指審視證據後決定不向任何人或公司作出檢控，警方將律政師意見和警方報告交予死因裁判官。2020年11月，死因裁判官通知「因為死因明確」拒絕開庭，家屬召開記者會表示不滿。
2022年6月20日，3名家屬入稟香港高等法院，要求死因裁判官再次考慮為其中4名死者召開死因研訊。其中一名家屬引述專家報告，發現船頭金屬片或造成更大損毁，四號船員艙防水圍板比標準低40毫米和警方多名證人對「消失的水密門」證供有出入，認為海難事故調查委員會當時沒有處理有關問題。就家屬入稟要求死因裁判官重新考慮召開死因庭一事，高等法院押後至2022年11月24日裁決。
到2022年11月24日，高院法官高浩文頒下書面判詞，認為家屬未能提供足夠證據說服法庭一定要召開死因研訊，駁回申請，不作訟費命令。法官援引案例指，死因研訊是因應公眾利益而了解死者的死亡狀況，因此，應否批准，須以「公眾利益」為最終衡量標準，認為水密門相關的議題已涵蓋在獨立調查中。而公眾利益角度亦毋須揭示全部細節。認為申請人希望進一步了解哪一位海事處人員出錯、怎樣出錯、誰人需負責，已超出「公眾利益」的需要。家屬指對判決感到非常失望，會與律師團隊研究下一步行動。其中兩名家屬不服其決定，在同年12月22日向上訴庭提出上訴。其中一名遇離者家屬梁淑玲認為，法官高浩文早前駁回他們的申請時，未有正面回應家屬提出的新理據，僅指在公眾利益的角度上，毋須探討相關細節。

### 家屬上訴得直
其中兩名家屬不服提出上訴，案件在2023年6月16日於高等法院上訴庭處理。三位法官聽畢家屬一方陳詞，將於6個月內頒下判詞。 2023年7月26日，上訴庭頒布書面判詞，裁定家屬上訴得直，下令就兩名死者召開死因聆訊。上訴庭指，經考慮後認為，為南丫海難遇難者召開死因研訊合乎公益利益，而是否下令召開死因研訊涉及評估性的酌情判斷，上訴庭認為，法官高浩文沒有充分考慮死因研訊涉及公衆利益的問題，令他錯誤行使酌情權，因此上訴庭有權介入。有遇離者家屬指，得悉結果一刻心情激動，「咁多年唯一一次可以喺鏡頭面前笑」。
死因庭在2024年09月27日，進行第2次研訊前檢討时，确定於2025年5月6日召開死因研訊，預計需時60天，聆訊期间將不設陪審團，並會由死因裁判官周慧珠處理。

## 2025年死因研訊
事隔逾12年，南丫海難死因研訊（案件編號：CCDI-1075-1113/2012）終於2025年5月6日假西九龍法院大樓展開，裁判官周慧珠在開庭時表明，研訊旨在查明事實，不會審視民事和刑事責任，期望能公開嚴明地找出事實，令失去至親的人感到事件告一段落。研訊預計傳召92人出庭作供，並會呈交166名證人的書面供辭。

### 第一日
開庭首日，庭上讀出了15名證人的書面供辭。其中包括「南丫四號」乘客、港燈職員黎浩然的證供。黎當日負責安排港燈員工及家屬參觀發電廠，晚上約124人登船觀賞煙花。他憶述，開船前曾見船長周志偉精神正常，起航約4至5分鐘後，發現「海泰號」駛近，船長隨即向右扭軚，兩船便相撞，他見船隻傾側入水後報警。另一名港燈職員霍永基則表示，不知道海事處曾發出觀賞煙花的指引。 港燈工程師張國康的供詞則指，事發時他與家人在「南丫四號」上層的露天甲板，撞船後他與兒子一同跌倒並與妻女失散。他在上層船尾與兒子點算救生圈，發現有64個，但不見救生衣。其後船隻下沉，他在混亂中遺失眼鏡，最終兒子不幸遇難。

### 第二日
研訊於5月7日進入第二天。「南丫四號」船長周志偉在事發翌日被捕，其警誡供辭及錄影會面謄本在庭上讀出。周志偉稱，事發前以時速約12海里航行，在石角嘴附近發現「海泰號」於前方約500至600米高速駛近。他認為航行有危險，遂鳴笛示意雙方各自向右轉舵避開，並將船「攞盡右軚」轉右約35度，但「海泰號」仍然高速駛近。當兩船相距逾200米時，他決定減速準備停船，惟兩船最終相撞並發出巨響。然而，當警員問及撞船經過、船上設備是否運作正常、有否通知乘客穿著救生衣，以及船上三名船員人手是否足夠等問題時，周志偉一概拒絕回答。 據報道，「南丫四號」船長周志偉和「海泰號」船長黎細明均不在死因庭傳召的證人名單上。周志偉於2015年誤殺罪名不成立，但危害他人海上安全罪成，判囚9個月；黎細明則39項誤殺罪及危害他人海上安全罪成，判囚8年。
庭上亦讀出「海泰號」船長黎細明的警誡供詞，他對事發當日天氣、船上救生衣數目、撞船前雷達系統是否正常運作、有無採取措施避免碰撞或以響號射燈警告等問題，均拒絕回答。「南丫四號」輪機員梁沛生的供詞指，事出突然，無法阻止碰撞，所知船隻引擎運作正常。他一度因涉嫌誤殺被捕，警誡下對船隻速度、事發經過等問題均不作答。 生還者李明新的書面供詞稱，當日原定晚上8時開船，船員告知為免遇上巨浪延遲15分鐘。啟航不久便撞船，事前未聞響號。他與妻子失散，途中救起一名失去知覺的女子往救生筏，並為另一呼救男子套上救生衣。「海泰號」乘客劉展宏供稱，當晚船速不高，他閉目養神時，嘈吵的引擎突然停止運作，未幾發生碰撞，事前未聞響號，事後亦無廣播。 另一乘客黃紹嘉指，「海泰號」事發前減速，隨即聽到巨響，船隻入水但不多。

### 第三日
研訊於5月8日踏入第三日。死者趙少琼的胞弟、「南丫四號」乘客趙炳全出庭作供。他憶述當晚與家人登上「南丫四號」往維港觀賞煙花，開船不久即見「海泰號」從左方以不慢船速駛近，相距約200米。他心想「海面咁大，無理由會撞埋嚟」，以為對方會避開，不足半分鐘「海泰號」已撞過來。碰撞後「南丫四號」「擺一擺」、「起一起」，他與家人墮海。他因懂游泳而浮於水面，並協助了兩名墮海男女登上救援船「南丫二號」。惟其胞姊趙少琼失蹤，直至翌日「南丫四號」被吊起時，才發現其遺體在船底。趙炳全作供時一度哽咽，並指記憶中「南丫四號」碰撞前無減速或轉向。 趙炳全亦憶述，「南丫四號」上的救生圈被鎖上，需要職員用鎖匙開啟才能使用。 死因研訊主任感謝趙炳全出庭作供，並讚揚他當時臨危不亂救助他人。
庭上亦讀出港九小輪「海泰號」輪機長盧培基的錄影會面供詞。他稱事發時聽到「嘭」一聲，但不知「海泰號」撞到何物，船長黎細明在撞擊後未有透露何事，並在約2分鐘後繼續將船駛往榕樹灣碼頭。盧培基指船長一人負責駕駛和看雷達，船員不參與瞭望。撞擊後他見船頭窗戶入水，船身左傾，隨即協助乘客穿上救生衣。他其後到駕駛艙通知黎細明乘客情況，見黎正用無線電通報海事處。盧曾向黎表示船隻靠近一個「牌」（航標），恐有危險，要求黎「退返開啲」。當被問及黎細明為何在撞船後駛離現場，盧培基反問：「我可以唔答嘛？」
「海泰號」水手黃容勝的會面紀錄則指，他當時在船艙，因天黑未能看清船外事物，亦聽不到響號。駕駛室當時只有船長黎細明，黎亦無吩咐船員協助瞭望。黃其後在律師陪同下進行錄影會面時，拒絕回答大部分問題。

### 第四日
研訊於5月9日進入第四日。負責建造「海泰號」及「南丫四號」的財利船廠時任工程部經理張泉佑出庭作供。他指船廠收到訂單後，設計部繪圖員會繪畫圖則，經他批核或按指示修改後，再交予海事處本地船舶組審核。張泉佑於1994年移民加拿大，未參與1996年「南丫四號」的建造，但於1997年回流香港重返財利工作。
關於「南丫四號」舵機房與油箱房之間「消失的水密門」爭議，庭上展示1995年的圖則，顯示該通道為實線。張泉佑稱實線未必代表水密門，他無法肯定。他憶述1998年收到港燈信件要求改善「南丫四號」的穩定性，遂安排船廠繪圖員張福初計算並繪圖，最終船底增加了8.25噸鉛壓載物，此舉獲港燈及海事處同意。相關圖則顯示張福初是以船艙設有水密門為前提計算穩定性。張泉佑承認當時「無工夫和時間」核對下屬的計算方法，但強調信任下屬。

### 第五日
研訊於5月12日踏入第五日，庭上讀出因健康問題未能出庭的財利船廠時任繪圖員張福初的書面供詞。供詞指，「南丫四號」分別在1996年、1998年及2005年進行過三次傾斜測試。張福初憶述，在1996年的首次測試，他是接獲上司JA Leizaola指示計算「南丫四號」的穩定性，由他本人、財利職員鄺啟紀及海事處人員等執行，海事處驗船督察曾進入船艙檢查數據準確性。1998年，因「南丫四號」增加了8.25噸鉛壓載物，Leizaola再次要求張福初計算穩定性並進行第二次傾斜測試，參與者包括張本人、財利職員馮繼明及海事處人員。2005年，因船隻壓載物被升高，財利再度為「南丫四號」進行第三次傾斜測試，其後的穩定性計算由同事郭慶賢以電腦軟件「Auto HydroPro」處理。
張福初指，在進行傾斜測試時，他會帶備船隻的總佈置圖則，但三次測試中，海事處驗船督察均無帶備圖則。他亦不記得三次測試中海事處驗船督察的身份。每次測試後，他都負責計算穩定性及制定計劃書給海事處，但其上司Leizaola從未告知他海事處是否對計劃書提出任何修改意見。  他認為若其計算有錯，驗船官會發現。

### 第六日
研訊於5月13日進入第六日。庭上繼續就財利船廠繪圖員張福初，及其前上司，西班牙籍的Jon Leizaola的書面供詞作處理。張福初指其計算書經Leizaola審核後交予海事處，Leizaola則稱自己只負責行政工作，不涉審批圖則，且於1996年已離職，對後續船隻改動不知情。 Leizaola進一步在其供詞中指，財利船廠屬家族生意，他不會修改文件或參與設計，亦不負責監督。他雖知悉「南丫四號」圖則外判予新加坡公司Naval-Consult，但聲稱圖則由張福初憑經驗審核，並由張決定是否向海事處遞交申請。Leizaola表示不清楚誰負責穩性計劃書的最終監督，亦不知舵機房與油箱房之間通道是否水密，他認為財利董事羅愕瑩是技術及工程的最終決策者。
同日庭上讀出新加坡公司「Naval Consult」董事John Lim Ching Yun的供詞。該公司於1994年受財利委託設計「南丫四號」。Lim承認其下屬繪製的「剖面和艙壁圖」出錯，錯誤將舵機房與油箱之間的開口由半格艙壁標示為水密艙壁，因此未在該位置註明需設置水密門，但他指在海難獨立調查委員會作供時才發現此錯誤，並認為即使如此，船隻仍能滿足「一艙進水不沉」的條件。 
財利時任工程部主管馮繼明的書面供詞亦被讀出。馮指財利將「南丫四號」的船體建造工程外判給內地廣西省的梧州船廠。由於馮在1995年曾受財利董事羅顯瑩指派跟進「南丫四號」的建造工程，因此馮曾留意過圖則上的船體厚度和尺寸。相關船體建造材料由財利訂購並運至梧州船廠。梧州船廠建造船體，包括5塊水密艙壁等，而「南丫四號」船艙的水密門、舵機房與油箱之間的通道等則由財利負責施工。馮續指，1995年曾收到梧州船廠信件，指為方便最後一格船壁燒焊，需在船尾一格水密艙壁開孔，完工後會封好並試壓。馮表示該開孔位置與舵機房及油箱房之間的通道口「應該是在同一位置」，驗收時確認開孔已妥善封好。馮亦指「南丫四號」只有成人救生衣，沒有小童救生衣。
前海事處高級驗船督察鄭龍保的證供提及，他自1996年起負責新船初步檢查及舊船年檢等，但驗船工作前未曾接受海事處內部訓練。他曾在2010年為「南丫四號」年檢，檢查船體時無需檢查內部座椅、水密裝置、壓載物及救生衣等。2011年為「南丫四號」進行兩年檢時，會抽樣拉動座位檢驗是否穩固，但認為2006年工作守則無指示如何檢驗。他會向船東查問救生衣數目，並抽樣檢查一兩件。鄭補充，2007年獲悉新法例要求成人救生衣達乘客總數100%，小童救生衣達5%，但他認為向舊船實施新例不合理，故沿用舊例，且未留意新例有一年寬限期。
前海事處高級驗船督察梁果強的證供指，他在2006年為「南丫四號」進行續牌年檢，一般不會帶船隻檔案及圖則驗船，驗船前後均無參考「南丫四號」圖則。他曾檢查救生衣數目、壓載物、乘客座椅及甲板水密艙蓋。檢查舵機房與油箱房的壓載物時，因太重無法磅重，由船東簽署聲明證明無減少或移動。被問到舵機房與油箱房之間無安裝水密門，他回應憑個人經驗判斷是否有問題，當時無懷疑。梁稱2007年離開本地船舶安全組前，未收過船東或船廠對救生衣新例的意見。

## 外部連結

### 南丫島附近撞船事故調查委員會
- 南丫島附近撞船事故調查委員會（页面存档备份，存于）
- 南丫島附近撞船事故調查委員會報告(中文翻译)（页面存档备份，存于）
  - 英文版(原著) （页面存档备份，存于）

### 各新聞網站之專題
- （繁體中文）南丫島撞船意外專頁，雅虎香港新聞
- （繁體中文）南丫島撞船海難，新浪香港新聞專題
- （繁體中文）南丫島海難（页面存档备份，存于），無綫新聞新聞關注
- （繁體中文）南丫島嚴重撞船事故（页面存档备份，存于），香港電台新聞專題
- （繁體中文）2012年南丫島海難（页面存档备份，存于），香港網絡大典
- （繁體中文）香港南丫島發生撞船事故（页面存档备份，存于），BBC中文網圖輯
- （简体中文）香港南丫岛撞船事故（页面存档备份，存于），网易
- （简体中文）香港两船相撞（页面存档备份，存于），腾讯新闻
- （简体中文）香港发生撞船事故（页面存档备份，存于），中央电视台
- （简体中文）香港发生撞船事故 超百人坠海（页面存档备份，存于），优酷
- （英文）Lamma ferry disaster（页面存档备份，存于），《南華早報》

### 香港政府新聞公報
- 南丫島撞船事故（页面存档备份，存于），2012年10月2日
- 南丫島撞船事故（二）（页面存档备份，存于），2012年10月2日
- 南丫島撞船事故（三）（页面存档备份，存于），2012年10月2日
- 南丫島撞船事故（四）（页面存档备份，存于），2012年10月3日
- 南丫島撞船事故（五）（页面存档备份，存于），2012年10月5日
- 行政長官今早就南丫島撞船事故召開跨部門會議（页面存档备份，存于），2012年10月2日
- 運輸及房屋局局長談話全文（只有中文）（页面存档备份，存于），2012年10月2日
- 勞工及福利局局長談話內容（只有中文）（页面存档备份，存于），2012年10月2日
- 警方呼籲市民就南丫島對開海面撞船事故提供資料（页面存档备份，存于），2012年10月2日
- 社署為受撞船事故影響人士及家屬提供支援（页面存档备份，存于），2012年10月2日
- 南丫島撞船事故記者會開場發言（只有中文）（附短片），2012年10月2日
- 警方就南丫島對開海面撞船事故拘捕七人（页面存档备份，存于），2012年10月2日
- 政府在各區弔唁南丫島撞船事故遇難者（页面存档备份，存于），2012年10月2日
- 政務司司長會見傳媒談話全文（只有中文）（页面存档备份，存于），2012年10月2日
- 南丫島撞船事故記者會答問全文（附短片）（页面存档备份，存于），2012年10月2日
- 「幻彩詠香江」明起暫停三日（页面存档备份，存于），2012年10月3日
- 國旗區旗下半旗致哀（页面存档备份，存于），2012年10月3日
- 「幻彩詠香江」暫停（页面存档备份，存于），2012年10月4日
- 教育局局長與傳媒談話全文（只有中文）（页面存档备份，存于），2012年10月4日
- 律政司司長與傳媒談話全文（只有中文）（页面存档备份，存于），2012年10月4日
- 全港哀悼日悼念南丫島撞船事故遇難者（附圖／短片）（页面存档备份，存于），2012年10月4日
- 食物及衛生局局長談南丫島撞船事故和敗血性休克個案（只有中文）（页面存档备份，存于），2012年10月5日
- 「幻彩詠香江」暫停（页面存档备份，存于），2012年10月5日
- 海事處呼籲南丫島撞船意外目擊者提供資料（页面存档备份，存于），2012年10月5日
- 警方於榕樹灣碼頭設立工作站呼籲目擊者提供資料（页面存档备份，存于），2012年10月5日

### 香港政府新聞網報道
- 南丫島撞船百多人獲救（页面存档备份，存于），2012年10月1日
- 梁振英：全力拯救撞船墮海者（页面存档备份，存于），2012年10月1日
- 南丫島撞船25人亡（页面存档备份，存于），2012年10月2日
- 撞船死者增至38人（页面存档备份，存于），2012年10月2日
- 張炳良冀尋獲生還者（页面存档备份，存于），2012年10月2日
- 撞船事件進入支援家屬階段（页面存档备份，存于），2012年10月2日
- 政府設委員會調查撞船事件（页面存档备份，存于），2012年10月2日
- 政府建築物下半旗三天（页面存档备份，存于），2012年10月3日
- 救人奮不顧身 市民支持成動力（页面存档备份，存于），2012年10月3日
- 全港哀悼撞船事故罹難者，2012年10月4日
- 教育局支援罹難學生學校，2012年10月4日
- 警籲目擊撞船事故人士提供資料，2012年10月4日
- 海事處籲提供撞船意外資料，2012年10月5日
- 黎棟國籲海難目擊者提供資料，2012年10月6日

### 保安局通告
- 海空搜索及救援應變計劃“搜索及救援”（页面存档备份，存于），保安局通告第2/2009號